# Need for Speed III: Hot Pursuit
Need for Speed III: Hot Pursuit (kurz NFSHP) ist der dritte Teil der von Electronic Arts veröffentlichten Need-for-Speed-Reihe und erschien am 30. September 1998 für PlayStation und Windows.

## Versionen
Need for Speed III wurde weltweit in unterschiedlichen Versionen verkauft. In der australischen Variante sind z. B. die dort heimischen Muscle-Cars Ford Falcon GT und HSV GTS enthalten. Des Weiteren gibt es eine Wal-Mart-Edition, die nur in Filialen der Supermarktkette in den USA verkauft wurde. Diese enthielt zusätzlich ein Abbild des Pace Cars auf Basis der Corvette, das bei den Indianapolis 500 1998 genutzt wurde. Ebenfalls in dieser Version enthalten war das Programm MRCCartool, ein Editor, um die Autos des Spiels umzugestalten. Dadurch wurde es erstmals möglich, selbst erstellte Autos in das Spiel zu laden. Auf Basis dieses Programmes wurde von Fans der Reihe das Programm CarCAD entwickelt, was die Entwicklung zahlreicher, im Internet erhältlicher, modifizierter Autos für den dritten und vierten Teil ermöglichte.
Die PlayStation-Version des Spiels unterscheidet sich grundlegend von der PC-Version, so ist bereits die Menüstruktur verschieden. Außerdem besteht in der Version für die PlayStation die Möglichkeit, zwischen „Arcade-lastiger“ und „simulationslastiger“ Steuerung zu wählen, was in der Version für den Computer nicht möglich ist.

## Spielprinzip
Gegenüber dem Vorgänger gibt es eine größere Auswahl an fahrbaren Wagen. Außerdem gibt es die Möglichkeit, sich zusätzliche Fahrzeuge und Strecken aus dem Internet herunterzuladen. Das Spiel bietet vier Arten von Rennen:

### Einzelrennen
Bei Einzelrennen ist es möglich, Rennen ohne Polizei zu fahren. Strecke, Gegner und Bedingungen sind dabei frei wählbar, es ist zusätzlich möglich, Hilfen wie z. B. automatisches Bremsen oder das Anzeigen der Ideallinie zu aktivieren.

### Hot Pursuit
Im titelgebenden Modus Hot Pursuit werden der Spieler und seine Gegner durch die Polizei verfolgt. Diese versucht, die Wagen durch Abdrängen, Straßensperren oder Nagelstreifen zum Anhalten zu zwingen. Wird ein Fahrer nach mehrfachen Verwarnungen verhaftet, scheidet er aus dem Rennen aus. In der PC-Version ist es außerdem möglich, auf der Seite der Polizei zu spielen.

### Knockout
Das Knockout ist eine Rennserie mit acht Teilnehmern, bei der nach einem Rennen der letzte Fahrer entfernt wird und somit nicht mehr am Turnier teilnimmt. Das Knockout gewinnt der Spieler, der zum Ende der Serie übrig bleibt.

### Turnier
Im Turnier werden Rennen auf acht Strecken ausgetragen und Punkte anhand der Platzierung nach dem Ende eines jeden Rennens vergeben. Der Fahrer, der am Ende des Turniers die meisten Punkte besitzt, gewinnt.

## Inhalt

### Wagenliste
In Need For Speed III werden die Fahrzeuge nach ihrer Leistung in verschiedene Klassen eingestuft, beginnend mit der Klasse C und endend mit der Klasse A.
Da Ferrari und Mercedes-Benz Imageschäden befürchteten, sind diese Hersteller nicht im Hot Pursuit-Modus wählbar.
| Klasse | Hersteller      | Modell                            | Anmerkungen                                   |
| ------ | --------------- | --------------------------------- | --------------------------------------------- |
| B      | Chevrolet       | Corvette C5 '98 Indy 500 Pace Car | Nur in der Wal-Mart-PC-Version verfügbar      |
| C      | Aston Martin    | DB7                               | Nur in der PC-Version verfügbar               |
| B      | Chevrolet       | Corvette C5                       | Auch als Polizeiwagen nutzbar                 |
| A      | Electronic Arts | El Niño                           | Auch als Polizeiwagen nutzbar                 |
| B      | Ferrari         | 355 F1 Spider (M5.2)              | Nur in der PC-Version verfügbar               |
| B      | Ferrari         | 355 F1 Berlinetta (M5.2)          | Nur in der PlayStation-Version verfügbar      |
| B      | Ferrari         | 456M GT                           | Auf PC nur als Download verfügbar             |
| A      | Ferrari         | 550 Maranello                     |                                               |
| C      | Ford            | Falcon GT                         | Nur in der australischen PC-Version verfügbar |
| C      | HSV             | VT GTS                            | Nur in der australischen PC-Version verfügbar |
| A      | Italdesign      | Nazca C2                          | Nur in der PlayStation-Version verfügbar      |
| A      | Italdesign      | Scighera                          | Nur in der PC-Version verfügbar               |
| A      | Jaguar          | XJR-15                            |                                               |
| C      | Jaguar          | XK8                               |                                               |
| C      | Jaguar          | XKR                               | Auf PC nur als Download verfügbar             |
| B      | Lamborghini     | Countach 25th Anniversary         |                                               |
| A      | Lamborghini     | Diablo SV                         | Auch als Polizeiwagen nutzbar                 |
| A      | Lister          | Storm                             | Auf PC nur als Download verfügbar             |
| A      | Mercedes-Benz   | CLK GTR                           |                                               |
| C      | Mercedes-Benz   | SL 600                            | Nur in der PC-Version verfügbar               |
| C      | Spectre         | R 42                              | Auf PC nur als Download verfügbar             |

### Strecken
Es gibt insgesamt neun Strecken aus fünf verschiedenen Gegenden, welche thematisch Orten aus Kanada nachempfunden sind. Bis auf die Bonus-Strecke Empire City verfügt jede Gegend über zwei verschiedene Routen, diese unterscheiden sich z. B. durch eine andere Jahreszeit. Alle Strecken können rückwärts sowie spiegelverkehrt gefahren werden. Zusätzlich kann das Wetter ein- und ausgeschaltet werden und zwischen Tag und Nacht gewählt werden.
| Gegend | Anfänger      | Profi         |
| ------ | ------------- | ------------- |
| Land   | Hometown      | Country Woods |
| Sand   | Redrock Ridge | Lost Canyon   |
| Küste  | Atlantica     | Aquatica      |
| Fels   | Rocky Pass    | Summit        |
| Stadt  |               | Empire City   |

## Rezeption
Die Darstellung von Landschaften und Fahrzeugdetails sei zum damaligen Zeitpunkt der Konkurrenz überlegen. Im Vergleich zum Vorgänger sei das Spiel enorm verbessert. Die zahlreichen Details bei den Effekten seien bemerkenswert. Zahlreiche Spielvarianten, geheime Strecken und eine Wagengalerie seien als wiederkehrende Elemente für den Erfolg der Serie verantwortlich. Der Simulationsanspruch sei hingegen eher gering. Die Atmosphäre sei insbesondere im Verfolgermodus dicht.